# Waleed Bakshween
Waleed Bakshween, né le 12 novembre 1989 à Djeddah en Arabie saoudite, est un footballeur international saoudien. Il évolue au poste de milieu défensif.

## Biographie

### En club
Il participe à de nombreuses reprises à la Ligue des champions d'Asie avec l'équipe d'Al-Ahli Saudi FC. Il atteint la finale de cette compétition en 2012, en étant battu par le club sud-coréen d'Ulsan Hyundai.

### En équipe nationale
Il joue son premier match en équipe d'Arabie saoudite le 5 mars 2014, contre l'Indonésie. Ce match gagné 1-0 rentre dans le cadre des éliminatoires de la Coupe d'Asie des nations 2015.
Il participe ensuite à la Coupe du Golfe des nations 2014. Il joue cinq matchs lors de ce tournoi. L'Arabie saoudite s'incline en finale contre le Qatar.

## Palmarès
Avec l'Arabie saoudite
- Finaliste de la Coupe du Golfe des nations en 2014

Avec l'Al-Ahli Djeddah
- Finaliste de la Ligue des champions de l'AFC en 2012
- Champion d'Arabie saoudite en 2016
- Vice-champion d'Arabie saoudite en 2015 et 2017
- Vainqueur de la Coupe d'Arabie saoudite en 2015
- Finaliste de la Coupe d'Arabie saoudite en 2016
- Finaliste de la Coupe du Roi des champions d'Arabie saoudite en 2014 et 2017